# Granowo (gemeente)
Granowo is een landgemeente in het Poolse woiwodschap Groot-Polen, in powiat Grodziski (Groot-Polen).
De zetel van de gemeente is in Granowo.
Op 30 juni 2004 telde de gemeente 4897 inwoners.

## Oppervlakte gegevens
In 2002 bedroeg de totale oppervlakte van gemeente Granowo 68,42 km², waarvan:
- agrarisch gebied: 90%
- bossen: 2%

De gemeente beslaat 10,63% van de totale oppervlakte van de powiat.

## Demografie
Stand op 30 juni 2004:
| Omschrijving                   | Totaal | Totaal | Vrouwen | Vrouwen | Mannen | Mannen |
| ------------------------------ | ------ | ------ | ------- | ------- | ------ | ------ |
| eenheid                        | aantal | %      | aantal  | %       | aantal | %      |
| inwoners                       | 4897   | 100    | 2448    | 50      | 2449   | 50     |
| bevolkingsdichtheid (inw./km²) | 71,6   | 71,6   | 35,8    | 35,8    | 35,8   | 35,8   |

In 2002 bedroeg het gemiddelde inkomen per inwoner 1387,52 zł.

## Plaatsen
Sołectwa:
- Bielawy
- Dalekie
- Drużyn
- Granowo
- Granówko
- Januszewice
- Kąkolewo
- Kotowo
- Kubaczyn
- Niemierzyce
- Separowo
- Strzępiń
- Zemsko

## Aangrenzende gemeenten
Buk, Grodzisk Wielkopolski, Kamieniec, Święciechowa, Stęszew